# ギヴ・ユー・アップ
「Never gonna give you up」（英: Never Gonna Give You Up）は、イギリスの歌手リック・アストリーのデビュー曲。1987年7月に発売され、8月から5週連続全英1位、翌年3月に2週連続全米1位を記録するなど世界的に大ヒットした。作詞・作曲は音楽クリエイターチームのストック・エイトキン・ウォーターマン。

## リックロール
2007年頃、英語圏のインターネットで掲示板の騙しリンク先として同曲のミュージック・ビデオが多用されたのをきっかけに注目を集めた。現象にはそれまでの定番動画だった「ダックロール」をもじって「リックロール」の名が付けられた。

## カバー
- 八神純子（June Stanley名義） 1996年 アルバム『Inside of Myself』に収録。
- 911 (バンド) 1999年 アルバム『There It Is』に収録。
- Chocolat 2003年 アルバム『Chocolate notes』に収録。
- BE THE VOICE 2007年 アルバム『Music & Me』に収録。
- The Rickrollerz 2008年 シングル
- バリー・マニロウ 2008年 アルバム『The Greatest Songs Of The Eighties』に収録。
- カレン・ソウサ 2011年 アルバム『ESSENNTIALS VOL.2』に収録。
- 小野正利 2017年 アルバム『VS』に収録。
- Lexter 2018年 MP3シングル。
- 久伶愛  2018年アルバム『Disco Bossa 80's』に収録。

## サンプリング
- ヤング・グレイヴィー 『Betty(Get Money)』2022年